# Duits voetbalkampioenschap 1959/60
Het seizoen 1959/60 was het 51e seizoen om het Duitse voetbalkampioenschap ingericht door de DFB.
Dit jaar namen er negen clubs deel aan de eindronde. Twee clubs speelden eerst een kwalificatieronde om een startplaats voor de groepswedstrijden. De acht gekwalificeerde team voor deze groepswedstrijden speelden in twee groepen van vier clubs een volledige competitie. De beide winnaars speelden de finalewedstrijd op 26 juni 1960 in Frankfurt.

## Eindronde

### Kwalificatieronde
De wedstrijd werd gespeeld op 7 mei 1960.
| winnaar         | uitslag | verliezer         |
| --------------- | ------- | ----------------- |
| Westfalia Herne | 1-0     | Kickers Offenbach |

winnaar naar groepswedstrijden

### Groep 1
| datum | thuisclub            | uitslag | uitclub              |
| ----- | -------------------- | ------- | -------------------- |
| 14-05 | Karlsruher SC        | 5-4     | Westfalia Herne      |
| 14-05 | Borussia Neunkirchen | 0-4     | Hamburger SV         |
| 21-05 | Hamburger SV         | 3-3     | Karlsruher SC        |
| 21-05 | Westfalia Herne      | 2-1     | Borussia Neunkirchen |
| 28-05 | Karlsruher SC        | 2-4     | Borussia Neunkirchen |
| 28-05 | Westfalia Herne      | 3-4     | Hamburger SV         |
| 04-06 | Hamburger SV         | 2-1     | Westfalia Herne      |
| 04-06 | Borussia Neunkirchen | 2-2     | Karlsruher SC        |
| 11-06 | Karlsruher SC        | 4-3     | Hamburger SV         |
| 11-06 | Borussia Neunkirchen | 4-3     | Westfalia Herne      |
| 18-06 | Hamburger SV         | 6-0     | Borussia Neunkirchen |
| 18-06 | Westfalia Herne      | 2-2     | Karlsruher SC        |

| Plaats | Club                     | Wed. | W | G | V | Saldo | Ptn. |
| ------ | ------------------------ | ---- | - | - | - | ----- | ---- |
| 1.     | Hamburger SV             | 6    | 4 | 1 | 1 | 22:11 | 9:3  |
| 2.     | Karlsruher SC            | 6    | 2 | 3 | 1 | 18:18 | 7:5  |
| 3.     | Borussia VfB Neunkirchen | 6    | 2 | 1 | 3 | 09:17 | 5:7  |
| 4.     | Westfalia Herne          | 6    | 1 | 1 | 4 | 13:16 | 3:9  |

|  | Geplaatst voor finale |

### Groep 2
| datum | thuisclub            | uitslag | uitclub              |
| ----- | -------------------- | ------- | -------------------- |
| 14-05 | Werder Bremen        | 1-2     | 1. FC Köln           |
| 14-05 | FK 03 Pirmasens      | 1-2     | Tasmania 1900 Berlin |
| 21-05 | 1. FC Köln           | 4-0     | FK 03 Pirmasens      |
| 21-05 | Tasmania 1900 Berlin | 2-1     | Werder Bremen        |
| 28-05 | Tasmania 1900 Berlin | 1-2     | 1. FC Köln           |
| 28-05 | FK 03 Pirmasens      | 4-6     | Werder Bremen        |
| 04-06 | 1. FC Köln           | 3-0     | Tasmania 1900 Berlin |
| 04-06 | Werder Bremen        | 3-1     | FK 03 Pirmasens      |
| 12-06 | Werder Bremen        | 2-1     | Tasmania 1900 Berlin |
| 12-06 | FK 03 Pirmasens      | 1-1     | 1. FC Köln           |
| 18-06 | 1. FC Köln           | 2-5     | Werder Bremen        |
| 18-06 | Tasmania 1900 Berlin | 5-2     | FK 03 Pirmasens      |

| Plaats | Club                    | Wed. | W | G | V | Saldo | Ptn. |
| ------ | ----------------------- | ---- | - | - | - | ----- | ---- |
| 1.     | 1. FC Köln              | 6    | 4 | 1 | 1 | 14:08 | 9:03 |
| 2.     | Werder Bremen           | 6    | 4 | 0 | 2 | 18:12 | 8:04 |
| 3.     | SC Tasmania 1900 Berlin | 6    | 3 | 0 | 3 | 11:11 | 6:06 |
| 4.     | FK Pirmasens            | 6    | 0 | 1 | 5 | 09:21 | 1:11 |

|}

### Finale
|              |                                     |       |                                           |                                                                               |
| 25 juni 1960 | Hamburger SV                        | 3 – 2 | 1. FC Köln                                | Waldstadion, Frankfurt Toeschouwers: 71.000 Scheidsrechter: Josef Kandlbinder |
| 25 juni 1960 | Uwe Seeler 53', 86' Gert Dörfel 81' |       | 53' Christian Breuer 85' Christian Müller | Waldstadion, Frankfurt Toeschouwers: 71.000 Scheidsrechter: Josef Kandlbinder |

Hamburger SV werd voor de derde keer Duits landskampioen, (de gewonnen titel van 1922 niet meegerekend), de vorige twee kampioenschappen waren in 1923 en 1928.
Als Duits kampioen nam Hamburger SV deel aan de Europacup I 1960/61.
Als DFB-Pokal winnaar nam Borussia Mönchengladbach deel aan de eerste editie van de Europacup II (seizoen 1960/61).
Aan de derde editie van het Jaarbeursstedenbekertoernooi (editie 1960/61) nam de samengestelde selectie Keulen XI en Hannover 96 deel.